# 埃尔芒
埃尔芒（法語：Herment，法語發音：[ɛʁmɑ̃]）是法国多姆山省的一个市镇，属于克莱蒙费朗区。

## 地理
埃尔芒（45°45'13"N, 2°34'6"E）面积9.57 平方千米，位于法国奥弗涅-罗讷-阿尔卑斯大区多姆山省，该省份为法国中南部省份，北起阿列省接壤，东临卢瓦尔省，南至上盧瓦爾省和康塔爾省，西接科雷兹省和克勒兹省。
与埃尔芒接壤的市镇（或旧市镇、城区）包括：埃尔芒附近圣日耳曼、索瓦尼亚、韦尔讷若勒。

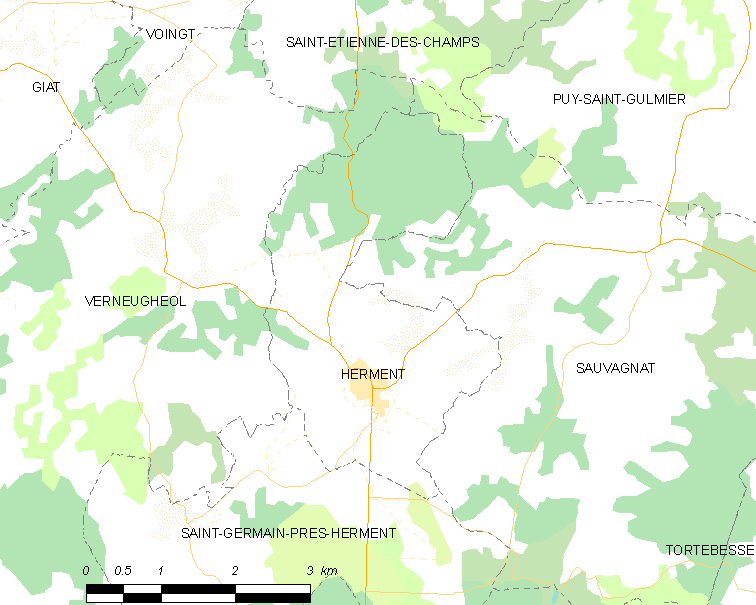
埃尔芒的OSM定位图

埃尔芒的时区为UTC+01:00、UTC+02:00（夏令时）。

## 行政
埃尔芒的邮政编码为63470，INSEE市镇编码为63175。

## 政治
埃尔芒所属的省级选区为圣乌尔斯县。

## 人口

1962-2008年间埃尔芒人口变化图示

埃尔芒于2022年1月1日时的人口数量为264人。